# 佐賀がばいスプリント
佐賀がばいスプリント（さががばいスプリント）は、佐賀県競馬組合が佐賀競馬場ダート1300mで施行する地方競馬の重賞競走である。正式名称は「LOVE FM杯 佐賀がばいスプリント」。

## 概要
2019年から2023年まで開催されていた佐賀がばいダッシュが地方競馬スーパースプリントシリーズの終了に伴い廃止されたことを受けて、2024年度に新設されたサラブレッド系3歳以上による重賞競走である。
前身の佐賀がばいダッシュはダート900mで開催されていたが、本競走はダート1300mで行われる。

### 条件・賞金等（2025年）
条件
サラブレッド系3歳以上、佐賀所属
負担重量
定量。3歳54kg、4歳以上56kg（牝馬2kg減）。
賞金額
1着400万円、2着140万円、3着80万円、4着60万円、5着40万円、着外8万円。
副賞
LOVE FM社長賞、佐賀県馬主会会長賞、佐賀県知事賞、佐賀県競馬組合管理賞。

## 歴代優勝馬
| 回次  | 施行日        | 優勝馬           | 性齢 | 所属 | タイム | 優勝騎手 | 管理調教師 | 馬主     |
| ----- | ------------- | ---------------- | ---- | ---- | ------ | -------- | ---------- | -------- |
| 第1回 | 2024年6月16日 | テイエムフェロー | 牡5  | 佐賀 | 1:21.3 | 飛田愛斗 | 平山宏秀   | 竹園正継 |
| 第2回 | 2025年4月13日 | ネオシエル       | 牡5  | 佐賀 | 1:21.5 | 石川倭   | 真島元徳   | 瓜生和   |

### 各回競走結果の出典
- JBISサーチ
  - 2024年、2025年